# Friedrich Miescher
Johan Friedrich Miescher (Basilea, 13 agosto 1844 – Davos, 26 agosto 1895) è stato un biologo svizzero, che isolò per la prima volta gli acidi nucleici.

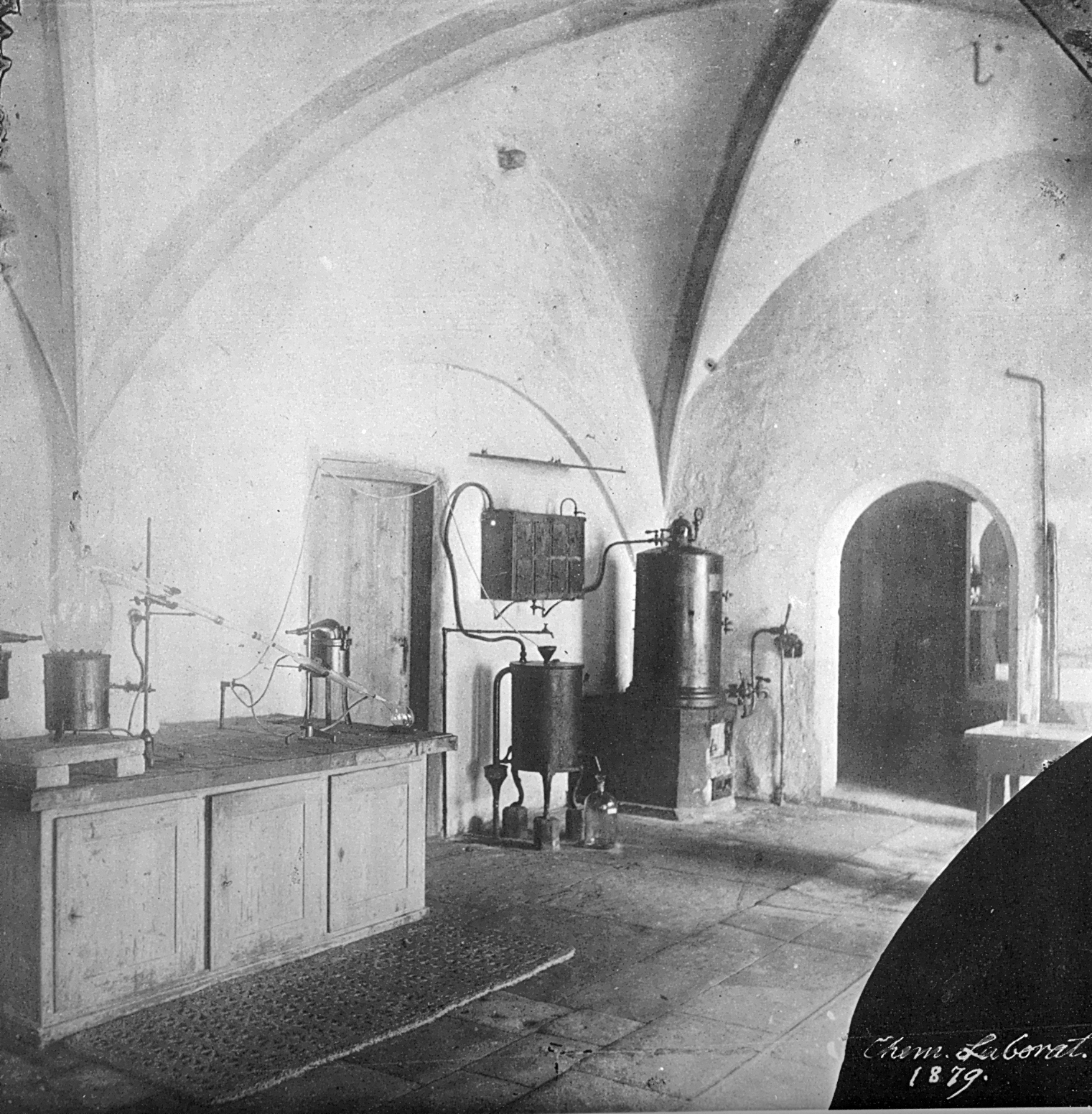
Il laboratorio a Tubinga (ex cucina del castello di Hohentübingen) dove Miescher isolò per la prima volta la nucleina

Egli evidenziò infatti nel 1869, presso i laboratori di Felix Hoppe-Seyler a Tubinga, la presenza di vari composti chimici ricchi in fosfato all'interno dei nuclei dei leucociti. La scoperta di tali molecole, che egli denominò nucleina, aprì la strada all'identificazione del DNA come molecola responsabile della conservazione e della trasmissione dei caratteri ereditari. La significatività di tale scoperta, pubblicata nel 1871, non fu immediatamente chiara e solo alla fine degli anni ottanta il biologo Albrecht Kossel proseguì lo studio su questi composti, investigandone più nel dettaglio le strutture chimiche.

## Biografia ed attività scientifica
Miescher proveniva da una famiglia molto in vista nella comunità scientifica: il padre e lo zio infatti erano stati professori di anatomia all'Università di Basilea. Timido ed intelligente, il giovane Miescher studiò medicina proprio a Basilea e, durante gli studi, lavorò per un'estate (nel 1865) presso il chimico organico Adolf Stecker a Gottinga. A causa di una febbre tifoide, che gli provocò anche gravi problemi all'udito, Miescher dovette interrompere gli studi per un anno, per laurearsi in ogni caso nel 1868.
Ritenendo che la sua sordità parziale potesse ostacolare l'attività di medico, Miescher si avviò verso la carriera di chimico fisiologo. Iniziò a studiare i linfociti, ma Felix Hoppe-Seyler lo incoraggiò a studiare i leucociti. Miescher era infatti interessato soprattutto nello studio della chimica del nucleo: dal momento che era difficile ottenere un numero di linfociti sufficienti per uno studio, la scelta ricadde sui leucociti, che erano noti per essere il principale componente del pus, ottenibile facilmente dalle garze usate nei vicini ospedali.
Per evidenziare il nucleo dei leucociti presenti nel pus, Miescher dovette mettere a punto un protocollo totalmente nuovo. Per recuperare le cellule dai bendaggi, utilizzò una soluzione salina a base di solfato di sodio. Per separare i nuclei dai citoplasmi, sottopose le cellule ad una soluzione alcalina, seguita da una acida. Il precipitato formatosi in seguito a tale processo fu, appunto, chiamato nucleina. In seguito Miescher scoprì che la nucleina conteneva azoto e fosforo, ma non zolfo. Questi risultati si rivelarono così innovativi che Hoppe-Seyler decise di ripetere tutti gli esperimenti prima di pubblicarli sul suo giornale.
In seguito, Miescher si spostò nel laboratorio di Carl Ludwig a Lipsia, dove studiò per un anno fisiologia prima di tornare a Basilea come professore di fisiologia. A Basilea egli avviò proficui studi sulla chimica degli acidi nucleici, sebbene la loro funzione continuasse a non essere chiara. In ogni caso il suo lavoro, fondamentale per l'identificazione degli acidi nucleici come sede dell'informazione genetica, fu noto alla maggior parte della comunità scientifica solo quando l'importante fisiologo tedesco Albrecht Kossel non portò avanti, a sua volta, esperimenti sulla struttura chimica della nucleina.
Tra gli altri eventi biologici studiati da Miescher figura il rapporto tra respirazione cellulare e respirazione polmonare, che egli dimostrò essere regolato dalla concentrazione ematica di biossido di carbonio.
Miescher morì nel 1895 di tubercolosi, dopo aver condotto anche un laboratorio della Max Planck Society a Tubinga ed un istituto di ricerca di Basilea che, dopo la sua morte, prese il suo nome.

## Opere
- Miescher, Friedrich. 1871 [1897]. Ueber die chemische Zusammensetzung der Eiterzellen. In F. Miescher. Die Histochemischen und physiologischen Arbeiten. Vol.2, 3-23.